# Districte de Vouziers
El Districte de Vouziers és un dels quatre districtes amb què es divideix el departament francès de les Ardenes, a la regió del Gran Est. Té 8 cantons i 123 municipis. El cap del districte és la sotsprefectura de Vouziers.

## Cantons
cantó d'Attigny- cantó de Buzancy - cantó de Le Chesne - cantó de Grandpré - cantó de Machault - cantó de Monthois - cantó de Tourteron - cantó de Vouziers

## Sous-préfets
- Louis Thibon : 21 octubre 1898
- Bernard Cornut-Gentille: de novembre 1940[2]
- Michel Richard : 2008 - 2010
- Joël Dubreuil : 2010 - 2012
- Jean-Luc Jaeg : 2012 - 2014
- Alain Lizzit : 2014-en curs